# Soliman (fils d'Orhan)
Ne doit pas être confondu avec Soliman Pacha.
Pour les articles homonymes, voir Soliman.
Soliman Pacha né vers 1316 et mort vers 1357 était le fils aîné d’Orhan, second bey de l’Empire ottoman naissant. En 1354, profitant de la déliquescence de l’Empire byzantin, il s'empara à peu de frais du château de Tzympe, donnant aux Turcs une place forte permanente sur la côte européenne de l’Hellespont ; puis un tremblement de terre permit peu après à ses capitaines de s'emparer des villes de toute la péninsule de Thrace.

## Biographie

### Un coup de main audacieux
Les historiens ottomans, qui ont fait du raid de Soliman Pacha une étape-clef de la conquête de l’Europe, passent généralement sous silence les précédentes incursions des Turcs sur la rive nord du Bosphore, qui n'ont pour la plupart pas eu d’autre suite que d’amasser du butin. Ces auteurs embellissent souvent leur récit du mythe poétique selon lequel le jeune chef aurait eu une vision alors qu'il marchait le long du rivage au milieu des vénérables ruines de l'antique Cyzique : il aurait vu s'élever devant ses yeux un croissant de lune, emblème de sa nation, qui unissait l’Europe et l’Asie par une chaîne de lumière argentée, tandis que temples et palais surgissaient du vide, et que de mystérieuses voix se mêlaient au bruit du ressac, suscitant dans son cœur l’assurance d'une mission prédestinée et d’une exhortation surnaturelle. Ce rêve, qui n'est sans doute que l'aboutissement de plans médités de longue main, serait le stimulus qui le fit passer à l'action.
Accompagné de trente-neuf de ses meilleurs guerriers, il s’embarqua de nuit dans une nef génoise depuis la côte asiatique de l’Hellespont, et s'empara par surprise du château de Tzympe (auj. Cinbi), sur la côte grecque. Bientôt, des renforts les rejoignirent, et en l'espace de trois jours la forteresse de Tzympe abrita une garnison de trois mille guerriers turcs.

### Le prix d'une alliance
Sous le coup d'une invasion par les armées de son rival Paléologue, l’empereur Cantacuzène ne songea pas même à chasser les Turcs de Tzympe : au contraire, il implora l'aide d’Orkhan dans la guerre civile qui déchirait son empire. Orkhan renia alors la cause de son beau-frère et apporta son appui au vieil empereur ; seulement il exigea que les auxiliaires ottomans soient commandés par son fils Soliman, le conquérant de Tzympe, afin d'obliger davantage ses alliés. Dix mille combattants turcs supplémentaires furent dépêchés par Soliman par delà le Bosphore. Ils défirent l'armée slavone que Paléologue avait fait marcher sur l’empire, mais demeurèrent définitivement sur le continent européen. Cantacuzène offrit alors 10 000 ducats à Soliman pour prix de son retrait de Tzympe. La transaction était acceptée lorsqu'un terrible tremblement de terre désola toute la Thrace, renversa les murs des villes grecques.

### La chute de Gallipoli

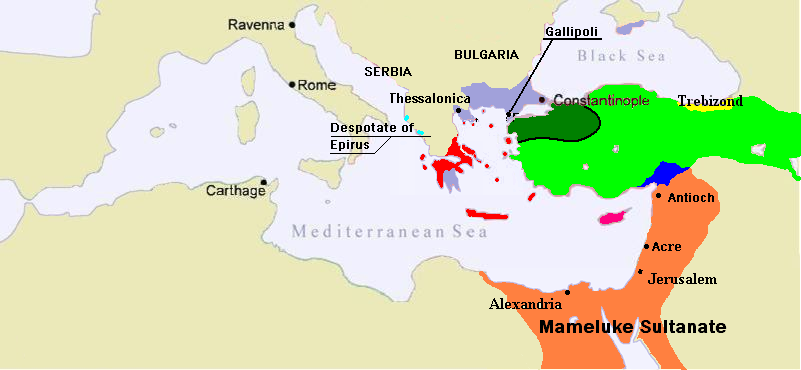
Carte de l'expansion ottomane vers 1350.

Tandis que les Grecs tremblaient d'effroi devant ce coup du destin, deux des capitaines de Soliman, Adjé Bey et Ghas Fasil, profitant de l'effondrement des remparts, s'emparèrent sans coup férir de Gallipoli, les habitants étant trop occupés à réparer leurs maisons. Les champs des faubourgs sont encore aujourd'hui désignés par le nom d’Adjé ; et les sépultures de ces deux capitaines, toujours visibles à Gallipoli, sont devenues lieu de pèlerinage : Adjé Bey et Ghas Fasil ont été inhumés sur le théâtre de leurs propres exploits.
Soliman, apprenant que ses troupes s'étaient emparées de Gallipoli, refusa désormais de restituer le château de Tzympe. Il créa de nouvelles colonies de peuplement et y fit venir Turcs et Arabes d'Asie. Les remparts de Gallipoli furent relevés, et une importante garnison y fut désormais stationnée. Profitant des dégâts du séisme, Soliman s'empara peu à peu des autres places-fortes de la Chersonèse de Thrace, fit réparer leurs murs et y posta une garnison.
L’empereur byzantin protesta formellement auprès d'Orhan, mais ce dernier répliqua que ce n’étaient pas les armes, mais la volonté divine qui avait ouvert à son peuple les portes des cités grecques. L'empereur protesta que la question n'était pas de savoir comment les armées ottomanes s'étaient saisies des villes, mais si elles avaient le droit de s'y établir. Orhan réserva sa réponse pour plus tard, puis entama des négociations pour le paiement des réparations des remparts ; mais il était désormais résolu à exploiter militairement son avantage territorial.
Les nouvelles garnisons turques, affermies par la guerre fratricide entre dynastes byzantins, formaient désormais la tête de pont de nouvelles opérations militaires en Europe. L'empereur Cantacuzène et son beau-fils, Jean Paléologue, poursuivirent leur querelle, sollicitant tour à tour l'aide du sultan.

### Un accident de chasse
Soliman, en qui Orhan Gazi plaçait les plus grands espoirs, était un passionné de fauconnerie. Au cours d'une chasse, il fit une chute de cheval mortelle. On l'enterra, non pas à Bursa (alors capitale des princes ottomans), mais à Bolayır où, sur l’ordre d’Orhan, on lui édifia un türbe face à l’Hellespont, qu'il avait traversé pour la plus grande gloire de l’empire.